# 면책특권
의회 면책특권(Parliamentary immunity, legislative immunity)은 의원이 부분적으로 검찰 기소를 면제받는 것을 말한다. 검찰이 기소를 하기 위해서는, 대법원의 승인이나 의회의 승인으로 면책특권을 소멸시켜야 한다. 이것은 기소의 두려움에 굴복해 의원이 투표 의사를 변경할 가능성을 줄여준다.

## 영국
의원의 신분 보장을 위한 첫 투쟁은 1397년 토머스 핵시 사건이다. 토머스 핵시 하원의원은 국왕 리처드 2세의 방탕한 생활과 재정 낭비를 정면으로 비판하는 청원안을 의회에 제출했다. 이에 격분한 왕은 그를 반역죄로 기소하여 의원직 박탈, 재산 몰수에 사형까지 선고했다. 그러자 동료 의원들이 탄원서를 내는 등 들고일어나 사형 집행을 저지했다. 1399년 리처드 2세를 몰아낸 헨리 4세는 리처드 2세의 조처가 "의회의 법과 관례에 어긋났다."며 핵시를 사면했다. 이 사건을 계기로 영국 의회는 의회에서의 토론과 발언이 위협받지 않을 권리를 요구했지만, 왕들은 지키지 않았다.

## 대한민국
대한민국 국회의원의 면책특권은 국회의원이 국회 내에서 직무상 행한 발언과 표결에 관하여 국회 밖에서 민사상·형사상의 책임을 지지 않는다는 특권을 말한다. 이는, 국회의원이 자유롭게 자기 소신을 발언하고 또 양심에 따라서 표현할 수 있도록 하기 위해서 특권을 부여한 것으로, 국회 밖에서 행한 발언이나 국회 안에서 행한 발언이 국회 안에서 문제되는 것은 이에 포함되지 않으므로 국회 내에서는 책임을 지게 된다(대한민국 헌법 제45조).

### 판례
- 국회의원의 면책특권의 대상이 되는 행위는 직무상의 발언과 표결이라는 의사표현행위 자체에 국한되지 아니하고 이에 통상적으로 부수하여 행하여지는 행위까지 포함하고, 그와 같은 부수행위인지 여부는 결국 구체적인 행위의 목적, 장소, 태양 등을 종합하여 개별적으로 판단할 수박에 없다[3].
- 국회의원인 피고인이, 구 국가안전기획부 내 정보수집팀이 대기업 고위관계자와 중앙일간지 사주 간의 사적 대화를 불법 녹음한 자료를 입수한 후 그 대화 내용과, 전직 검찰간부인 피해자가 위 대기업으로부터 이른바 떡값 명목의 금품을 수수하였다는 내용이 게재된 보도자료를 작성하여 국회 법제사법위원회 개의 당일 국회 의원회관에서 기자들에게 배포한 사안에서, 위 행위가 국회의원 면책특권의 대상이 되는 직무부수행위에 해당한다.[4]

## 같이 보기
- 대한민국 형사소송법 제327조
- 대한민국 헌법 제44조
- 대한민국 헌법 제84조
- 법적인 면책